# Улановка (Кемеровская область)
Улановка — село в Яйском районе Кемеровской области России. Административный центр Улановского сельского поселения.

## География
Село находится в северной части Кемеровской области, к востоку от реки Китат (приток Яи), на расстоянии примерно 26 км (по прямой) к северо-западу от районного центра посёлка городского типа Яя. Абсолютная высота — 174 м над уровнем моря.
Часовой пояс
Село Улановка, как и вся Кемеровская область, находится в часовой зоне МСК+4. Смещение применяемого времени относительно UTC составляет +7:00.

## История
Основано в 1886 году. В 1911 году в селе Уланское, входившем в состав Ишимской волости Томского уезда, имелся 161 двор и проживало 1550 человек (590 мужчин и 548 женщин). Действовали церковь, одноклассное училище Министерства внутренних дел, две мукомольные мельницы и три лавки, а также казённая винная лавка. По данным 1926 года имелось 252 хозяйства и проживало 1474 человека (в основном — русские). Функционировала школа I ступени. В административном отношении село являлось центром Улановского сельсовета Ишимского района Томского округа Сибирского края.

## Население
| 2010 |
| ---- |
| 755  |

Половой состав
По данным Всероссийской переписи населения 2010 года, в гендерной структуре населения мужчины составляли 46,9 %, женщины — соответственно 53,1 %.
Национальный состав
Согласно результатам переписи 2002 года, в национальной структуре населения русские составляли 94 % из 901 чел.

## Улицы
| - ул. Гаражная, - пер. Ишимский, - ул. Ленина, | - ул. Ленинская, - ул. Полевая, - ул. Прозоровская, | - ул. Садовая, - ул. Советская, - пер. Советский. |